# Aleuropteryx argentata
Aleuropteryx argentata là một loài côn trùng trong họ Coniopterygidae thuộc bộ Neuroptera. Loài này được Tjeder miêu tả năm 1957.